# خسوف القمر ديسمبر 2011
| الخسوف الكلي للقمر 10 ديسمبر 2011                  | الخسوف الكلي للقمر 10 ديسمبر 2011 |
| -------------------------------------------------- | --------------------------------- |
| سنغافورة، 14:40 UTC                                |                                   |
| يمر القمر من اليمين إلى اليسار من خلال ظل الأرض    |                                   |
| سلسلة (وعضو)                                       | 135 (23 من 71)                    |
| جاما                                               | -0.3882                           |
| ضخامة                                              | -1.1111                           |
| المدة (hr: mn: sc)                                 |                                   |
| الكلية                                             | 0:51:08                           |
| جزئي                                               | 3:32:15                           |
| Penumbral                                          | 5:56:21                           |
| جهات الاتصال ( UTC )                               |                                   |
| P1                                                 | 11:33:36                          |
| U1                                                 | 12:45:43                          |
| U2                                                 | 14:06:16                          |
| أعظم                                               | 14:31:49                          |
| U3                                                 | 14:57:24                          |
| U4                                                 | 16:17:58                          |
| ص 4                                                | 17:29:57                          |
| حركة القمر بالساعة عبر ظل الأرض في كوكبة برج الثور |                                   |

حدث خسوف كلي للقمر في 10 ديسمبر 2011. كان هذا هو ثاني خسوفين كليين للقمر في عام 2011، حيث حدث الأول في 15 يونيو. يحدث خسوف القمر عندما يكون القمر في مداره تمامًا للمرور عبر ظل الأرض.

## الرؤية

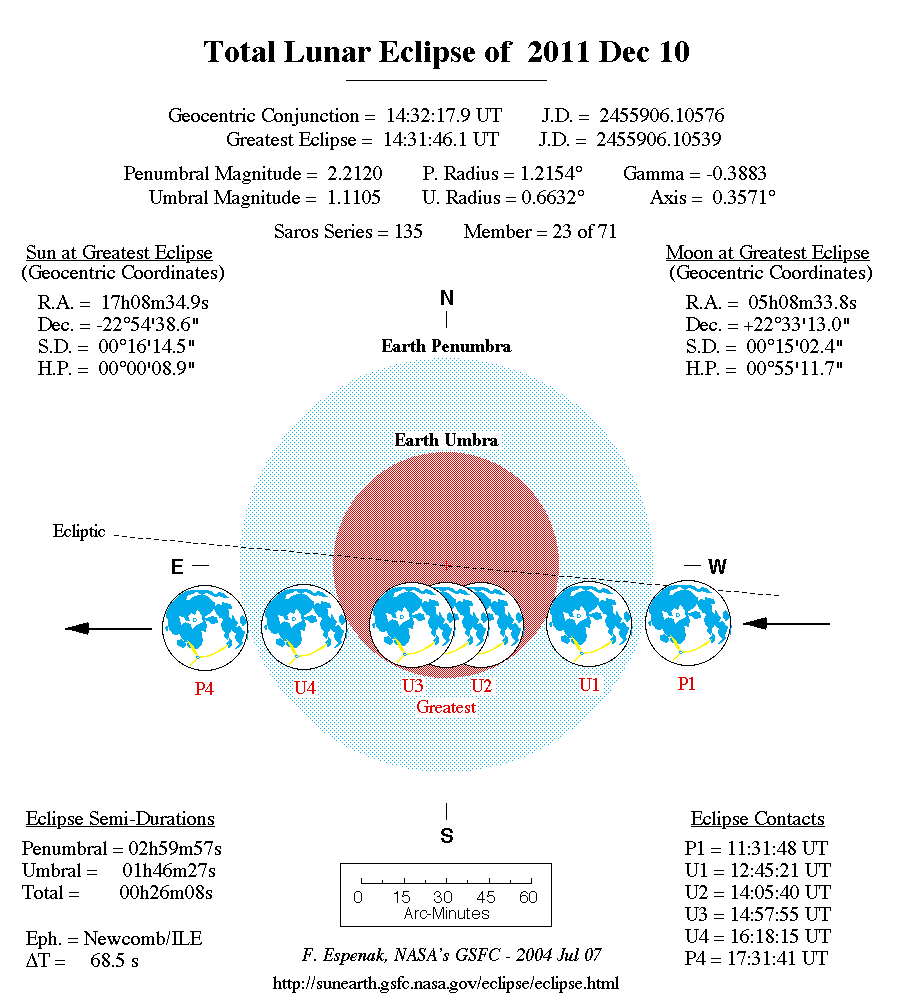
مخطط ناسا للكسوف

كان لآسيا وأستراليا ومناطق أخرى من المحيط الهادئ أفضل رؤية. شهدت الدول الأوروبية خسوفًا جزئيًا للقمر الصاعد، بينما شهدت شمال غرب أمريكا الشمالية كسوفًا جزئيًا لقمر عند غروب الشمس. وشوهد الخسوف فوق الفلبين على الرغم من طقس ملبد بالغيوم والأمطار على أجزاء من لوزون ومناطق أخرى. تم التقاط الصور بواسطة مجموعات من علماء الفلك الهواة من الرابطة الفلكية للفلبين. أخطأ الكسوف تمامًا في أمريكا الجنوبية وأجزاء من غرب إفريقيا كما حدث في الصباح الباكر.

## صور الحدث
آسيا

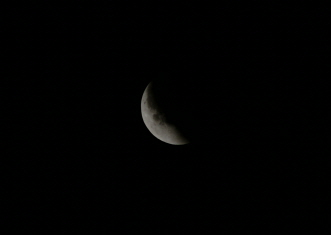
سول
- اليابان
- Japan
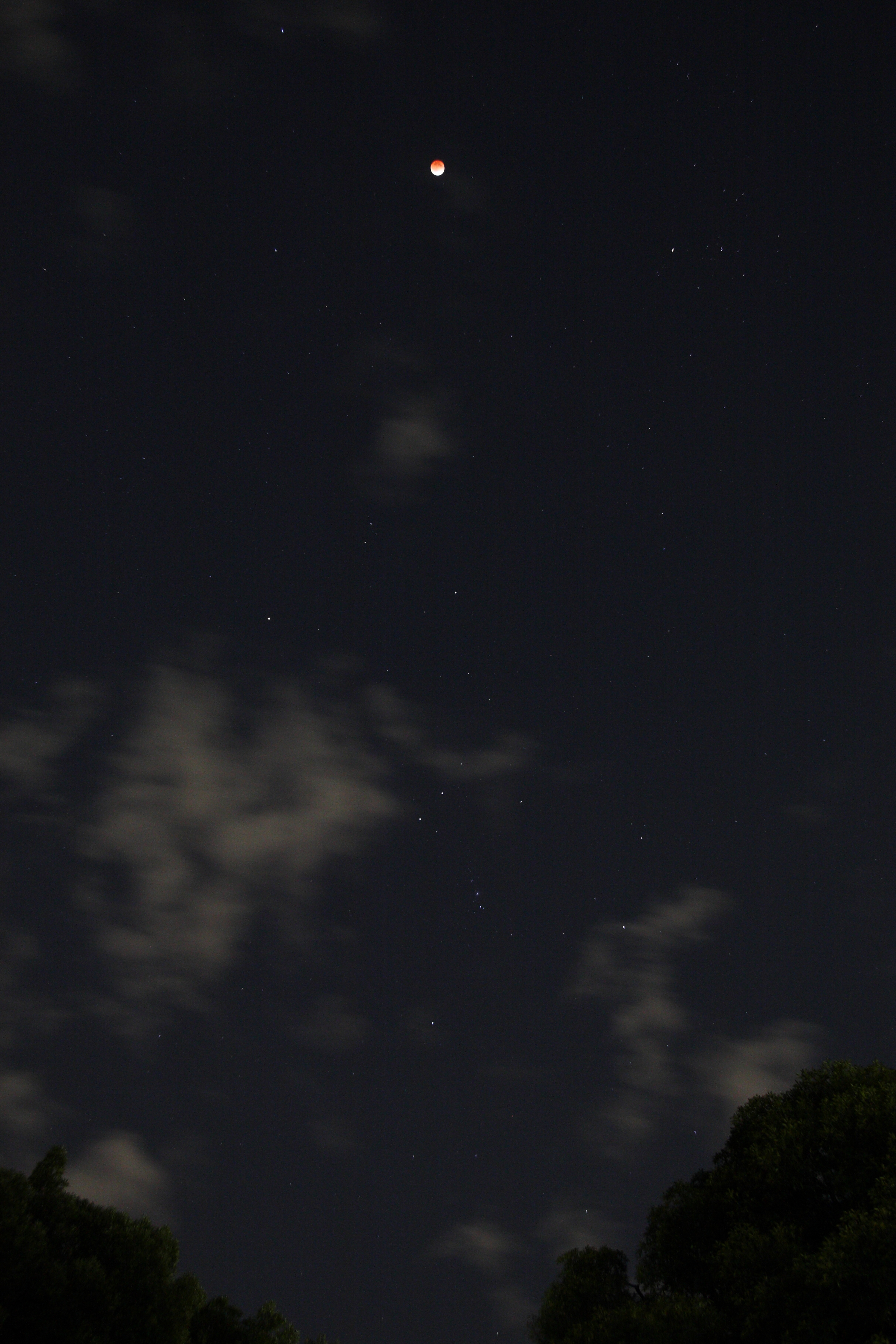
طوكيو Wide view with الجبار (كوكبة)
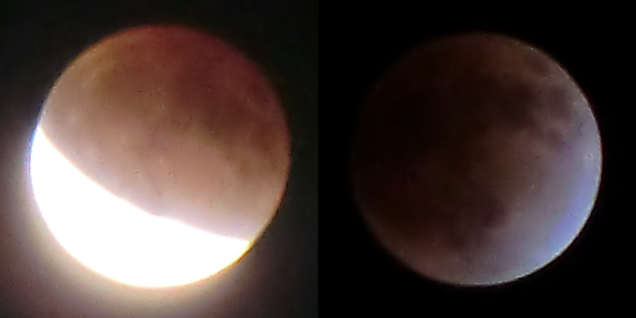
بكين
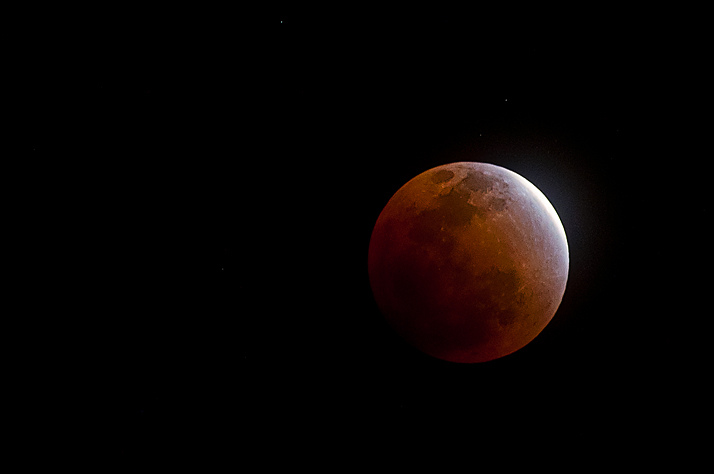
لاغونا, 13:49 UTC
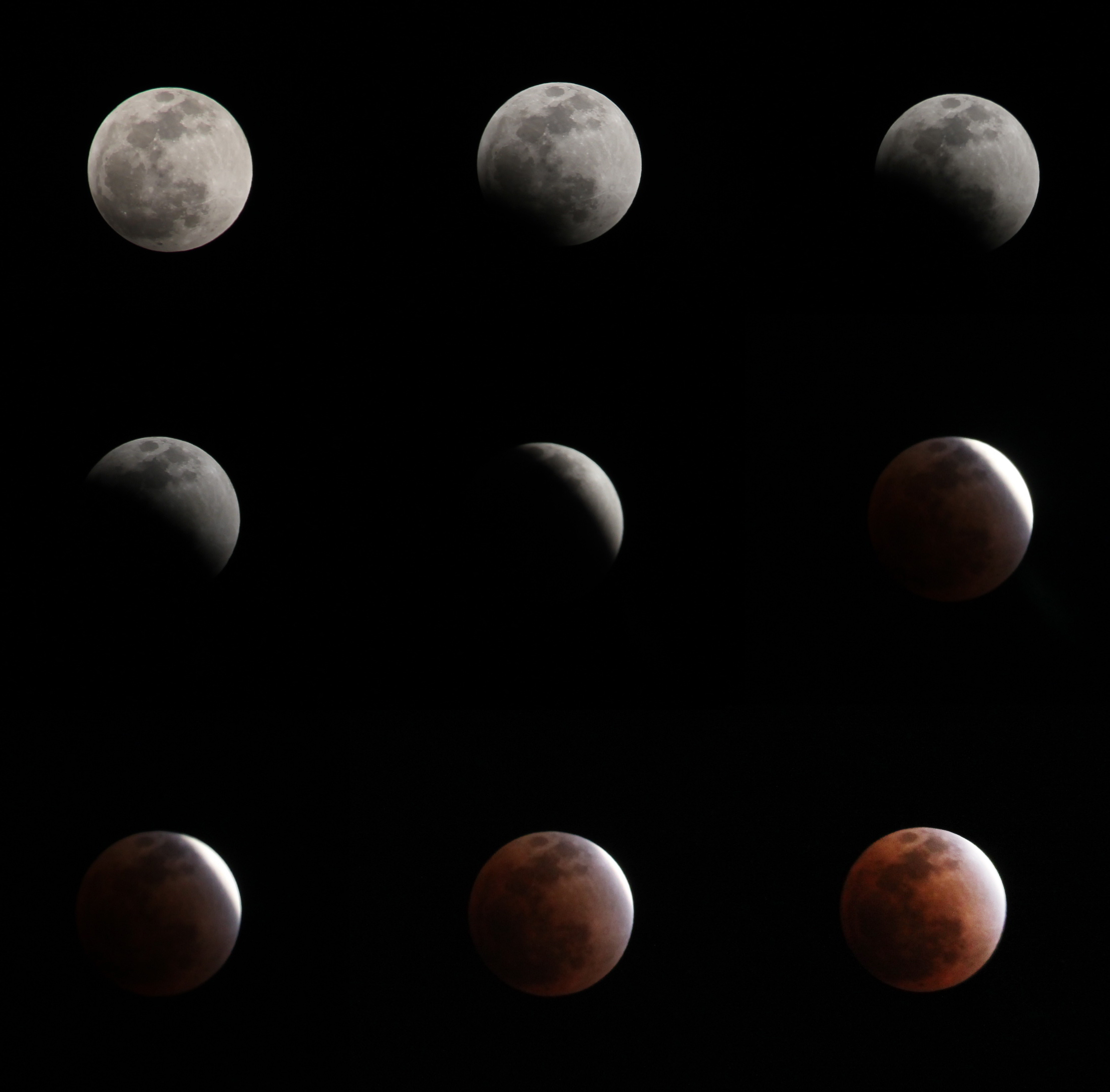
بانكوك, 12:46-13:57 UTC
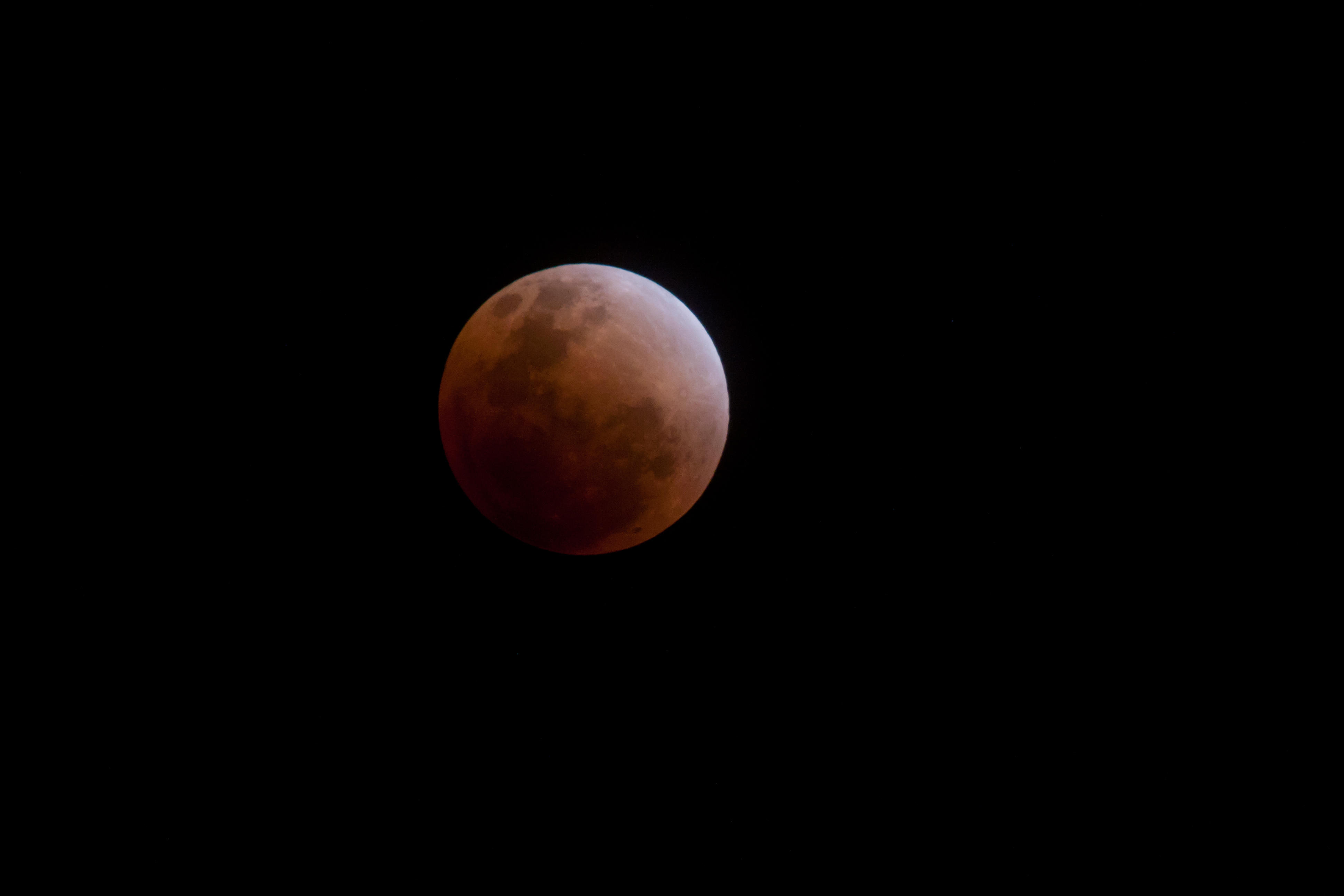
سنغافورة, 14:10 UTC
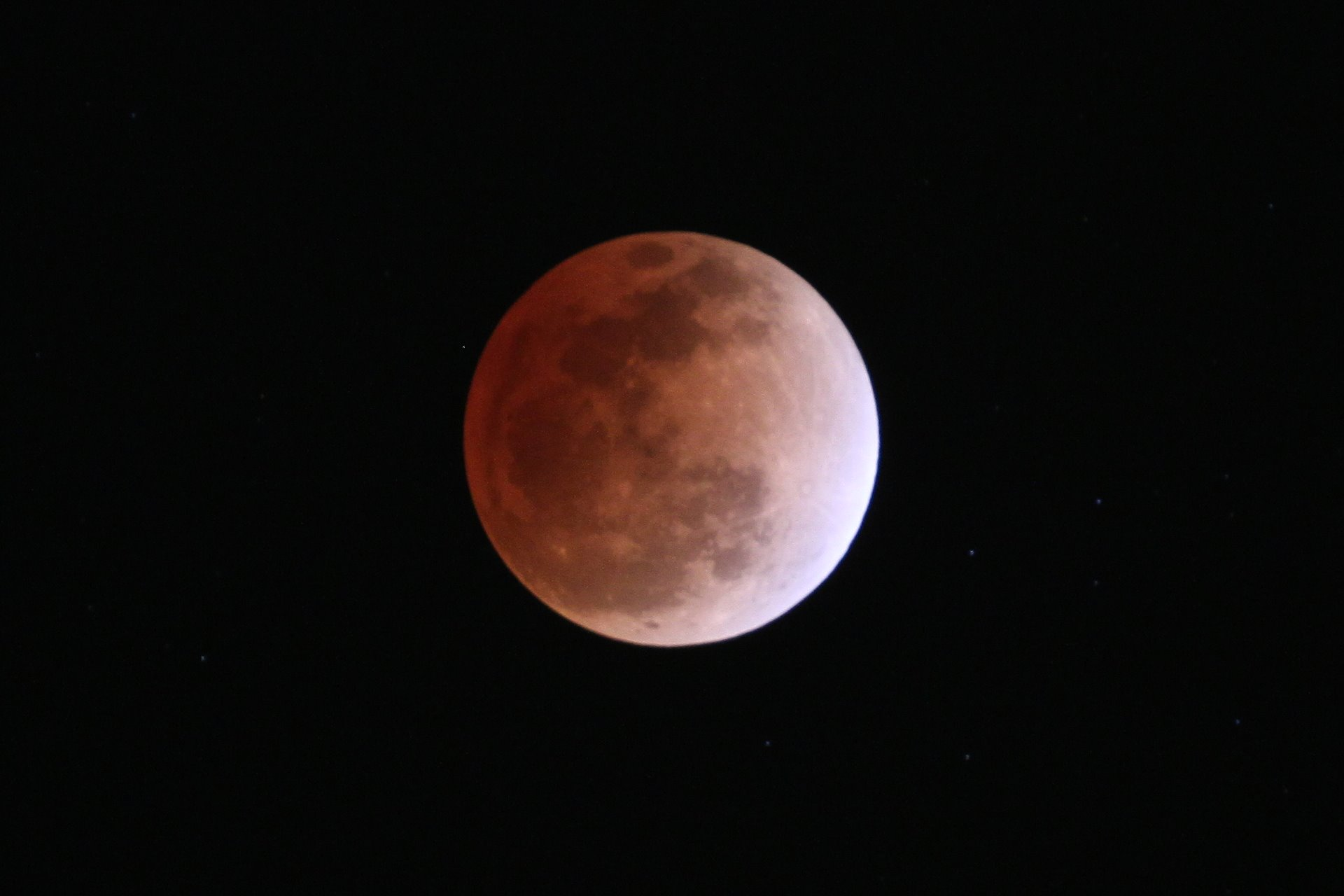
لام تين (هونغ كونغ), Hong Kong, 14:47 UTC
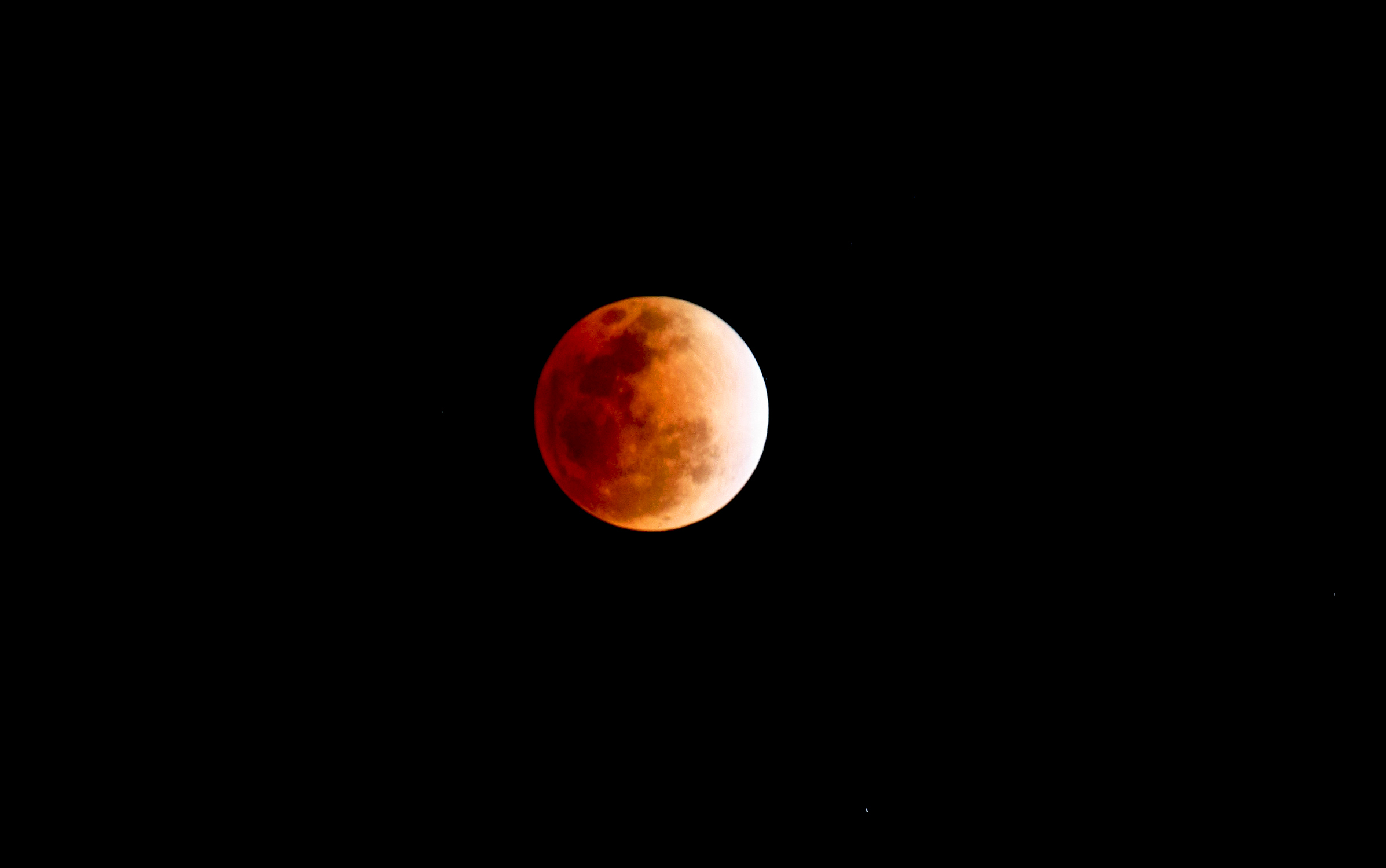
باتيكالوا, Sri Lanka, 15:07 UTC
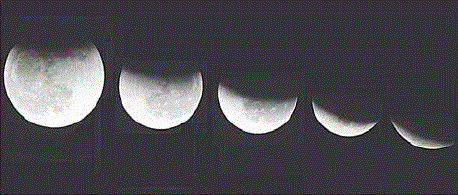
راولبندي
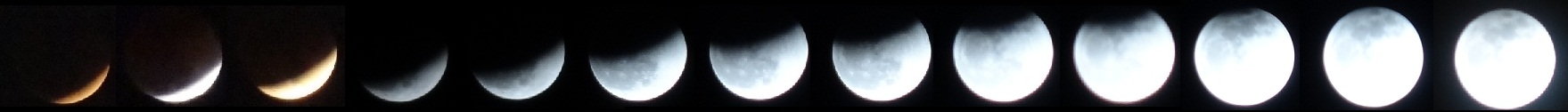
نيودلهي
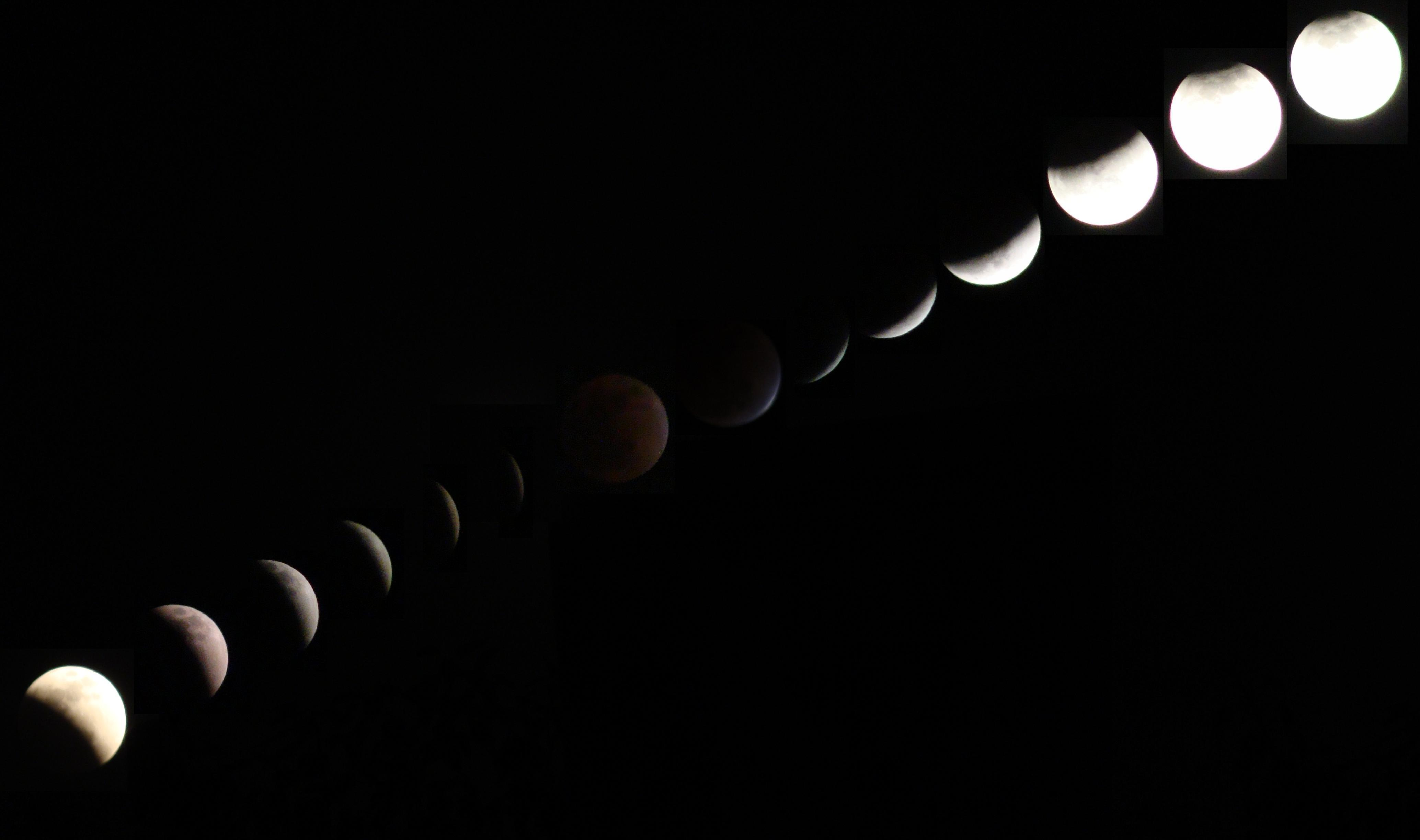
مومباي
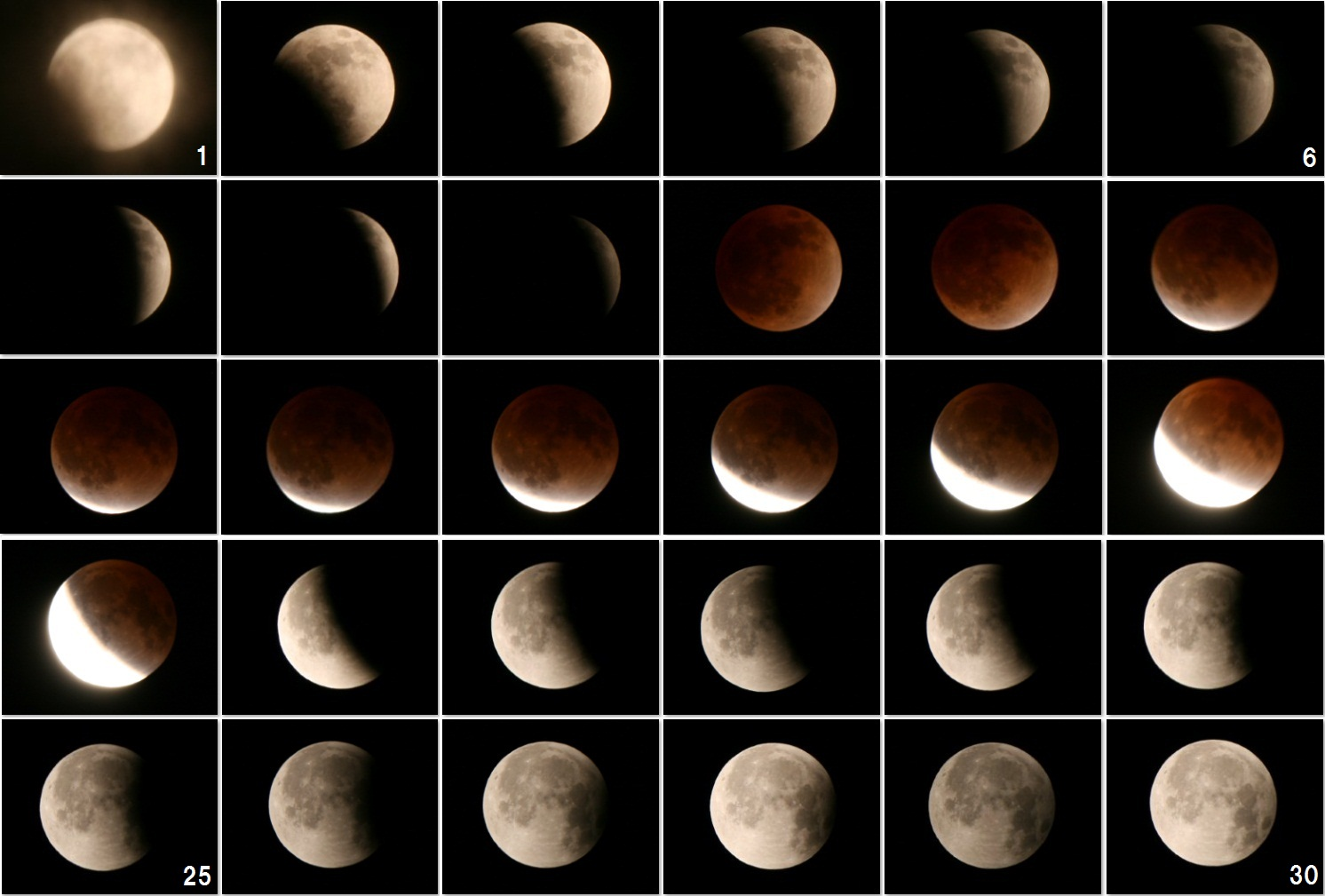
اليابان

أستراليا وأوقيانوسيا
أوروبا والشرق الأوسط

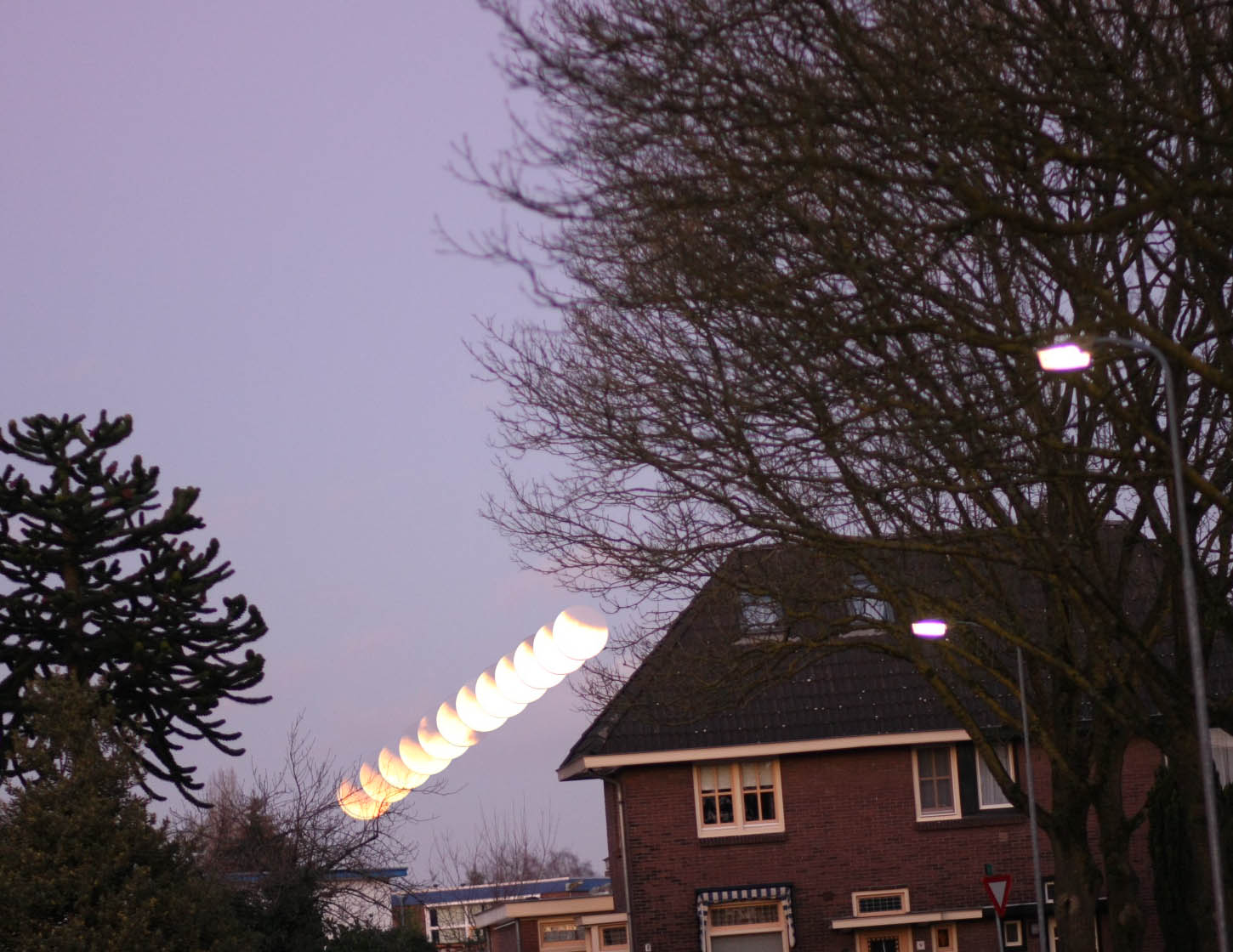
نهاية خسوف القمر من هولندا، تم دمج 12 صورة
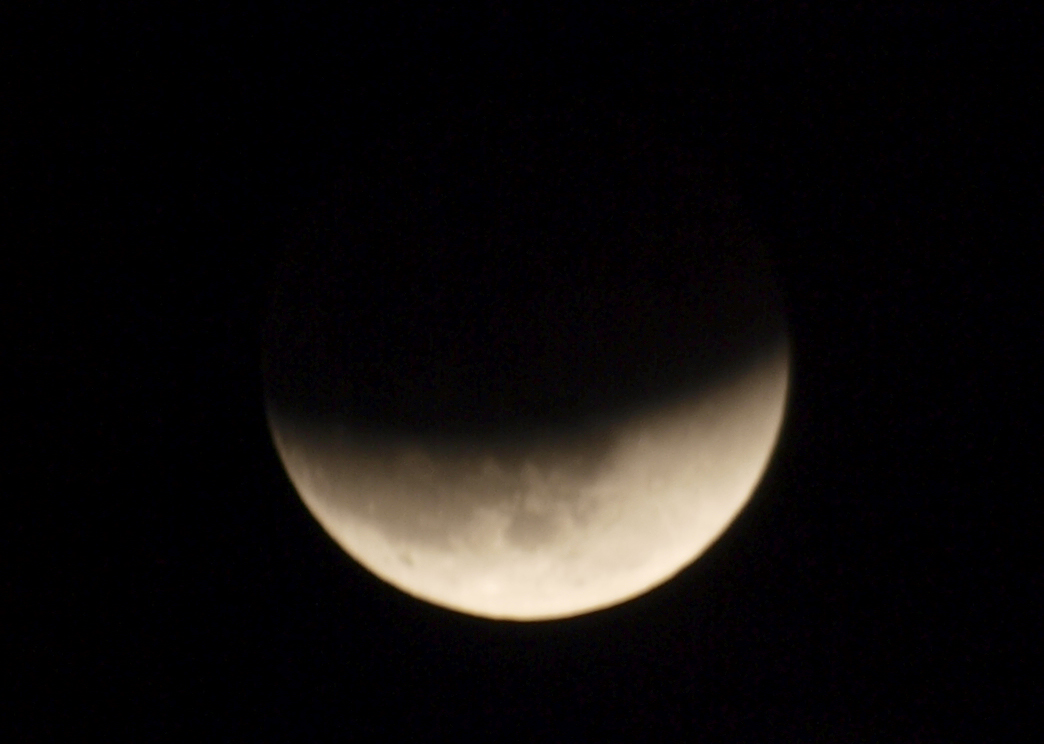
موديعين، إسرائيل.

أمريكا الشمالية

## توقيت الاتصال حسب الموقع

### تايمز لأستراليا
ووقع الخسوف مساء السبت في استراليا. التوقيت الصيفي الشرقي: (+11: 00 UTC)
- الكسوف Penumbral يبدأ: 22:33:32 بتوقيت شرق الولايات المتحدة
- الكسوف الجزئي يبدأ: 23:45:42 بتوقيت شرق الولايات المتحدة
- الكسوف الكلي يبدأ: 01:06:16 بتوقيت شرق الولايات المتحدة
- أكبر كسوف: 01:31:49 بتوقيت شرق الولايات المتحدة
- الكسوف الكلي ينتهي: 01:57:24 بتوقيت شرق الولايات المتحدة
- كسوف جزئي ينتهي: 03:17:58 EDST
- الكسوف Penumbral ينتهي: 04:30:00 بتوقيت شرق الولايات المتحدة

### التوقيت للهند
كان الخسوف مرئيًا من الهند في المساء، في توقيت الهند القياسي (UTC + 5: 30):
- يبدأ الكسوف Penumbral (P1): 17:04 IST
- يبدأ الكسوف الجزئي (U1): 18:16 IST
- يبدأ الكسوف الكلي (U2): 19:36 IST
- منتصف الكسوف: 20:02 IST
- ينتهي الكسوف الكلي (U3): 20:27 IST
- ينتهي الكسوف الجزئي (U4): 21:48 IST
- ينتهي الكسوف Penumbral (P4): 23:00 IST

### التوقيت لأمريكا الشمالية
كان الخسوف مرئيًا صباح يوم السبت قبل شروق الشمس فوق أمريكا الشمالية. بالنسبة لمعظم المواقع، يغرب القمر قبل خسوف القمر الكامل. لن يتمكن من مشاهدة الحدث بأكمله إلا ألاسكا وأقصى شمال كندا.
| اتصل                                                           | أمريكا الشمالية                        | أمريكا الشمالية                             | أمريكا الشمالية                             | أمريكا الشمالية                             | أمريكا الشمالية                        | التوقيت العالمي |
| اتصل                                                           | أست </br> (التوقيت العالمي المنسق − 9) | PST </br> (التوقيت العالمي المتفق عليه − 8) | MST </br> (التوقيت العالمي المتفق عليه − 7) | CST </br> (التوقيت العالمي المتفق عليه − 6) | est </br> (التوقيت العالمي المنسق − 5) | التوقيت العالمي |
| -------------------------------------------------------------- | -------------------------------------- | ------------------------------------------- | ------------------------------------------- | ------------------------------------------- | -------------------------------------- | --------------- |
| يبدأ Penumbral (P1)                                            | 2:34 صباحا                             | 3:34 صباحا                                  | 4:34 صباحا                                  | 5:34 صباحا                                  | 6:34 صباحا                             | 11:34           |
| يبدأ الجزئي (U1)                                               | 3:46 صباحا                             | 4:46 صباحا                                  | 5:46 صباحا                                  | 6:46 صباحا                                  | 7:46 صباحا                             | 12:46           |
| تبدأ الكلية (U2)                                               | 5:06 صباحا                             | 6:06 صباحا                                  | 7:06 صباحًا                                  | 8:06 صباحًا                                  | 9:06 صباحًا                             | 14:06           |
| منتصف الكسوف                                                   | 5:32 صباحا                             | 6:32 صباحا                                  | 7:32 صباحا                                  | 8:32 صباحا                                  | 9:32 صباحًا                             | 14:32           |
| ينتهي الكلية (U3)                                              | 5:57 صباحا                             | 6:57 صباحا                                  | 7:57 صباحا                                  | 8:57 صباحا                                  | 9:57 صباحًا                             | 14:57           |
| نهايات جزئية (U4)                                              | 7:18 صباحًا                             | 8:18 صباحًا                                  | 9:18 صباحًا                                  | 10:18 صباحًا                                 | 11:18 صباحًا                            | 16:18           |
| ينتهي Penumbral (P4)                                           | 8:30 صباحا                             | 9:30 صباحا                                  | 10:30 صباحا                                 | 11:30 صباحا                                 | 12:30 مساءا                            | 17:30           |
| (يتم إعطاء مدخلات الجدول خلفية داكنة للاختفاء بسبب غروب القمر) |                                        |                                             |                                             |                                             |                                        |                 |

## الخسوفات ذات الصلة

### كسوف 2011
- كسوف جزئي للشمس في 4 يناير.
- كسوف جزئي للشمس في الأول من يونيو.
- خسوف كلي للقمر في 15 يونيو.
- كسوف جزئي للشمس في الأول من تموز.
- كسوف جزئي للشمس في 25 نوفمبر.
- خسوف كلي للقمر في 10 ديسمبر.

وسبقه كسوف جزئي للشمس في 25 نوفمبر 2011.

### دورة نصف ساروس
سوف يسبق خسوف القمر خسوف الشمس ويتبعه 9 سنوات و5.5 أيام ( نصف ساروس ). يرتبط خسوف القمر هذا بخسوفين كليين للشمس من Solar Saros 142.
| 4 ديسمبر 2002 | 14 ديسمبر 2020 |
| ------------- | -------------- |
|               |                |

### السنة القمرية (354 يومًا)
هذا الخسوف هو واحد من أربعة خسوف للقمر في سلسلة قصيرة العمر. تتكرر سلسلة السنة القمرية بعد 12 قمرًا أو 354 يومًا (العودة إلى الوراء حوالي 10 أيام في سنوات متتالية). بسبب تغيير التاريخ، سيكون ظل الأرض حوالي 11 درجة غربًا في أحداث متتالية.قالب:Lunar eclipse set 2009-2013

## روابط خارجية
- 2011 Dec 10 chart:
- https://science.nasa.gov/science-news/science-at-nasa/2011/02dec_lunareclipse/
- كسوف الناسك: 2011-12-10
- NightSkyInfo.com : 10 ديسمبر 2011 خسوف القمر
- ShadowAndSubstance.com الرسوم المتحركة والجداول الزمنية للمناطق الزمنية للولايات المتحدة
- معرض مساهمات العالم Sharypic
- ألبوم صور SpaceWeather.com

البث المباشر عبر الويب
- جمعية علماء الفلك الهواة دلهي
- علماء الفلك بلا حدود
- بث مباشر عبر الويب ليوم 10 ديسمبر / كانون الأول خسوف القمر
- شبكات سماء الليل
- بث مباشر عبر الويب ليوم 10 ديسمبر / كانون الأول خسوف القمر
- مشروع SEMS بجامعة نورث داكوتا SEMS 3 دقائق من المجموع من Grand Forks.
- SWAN من الهند.
- بث مباشر على شبكة الإنترنت ليوم 10 كانون الأول (ديسمبر) خسوف القمر
- خسوف القمر فوق جبال روكي كولورادو